# Papiniano

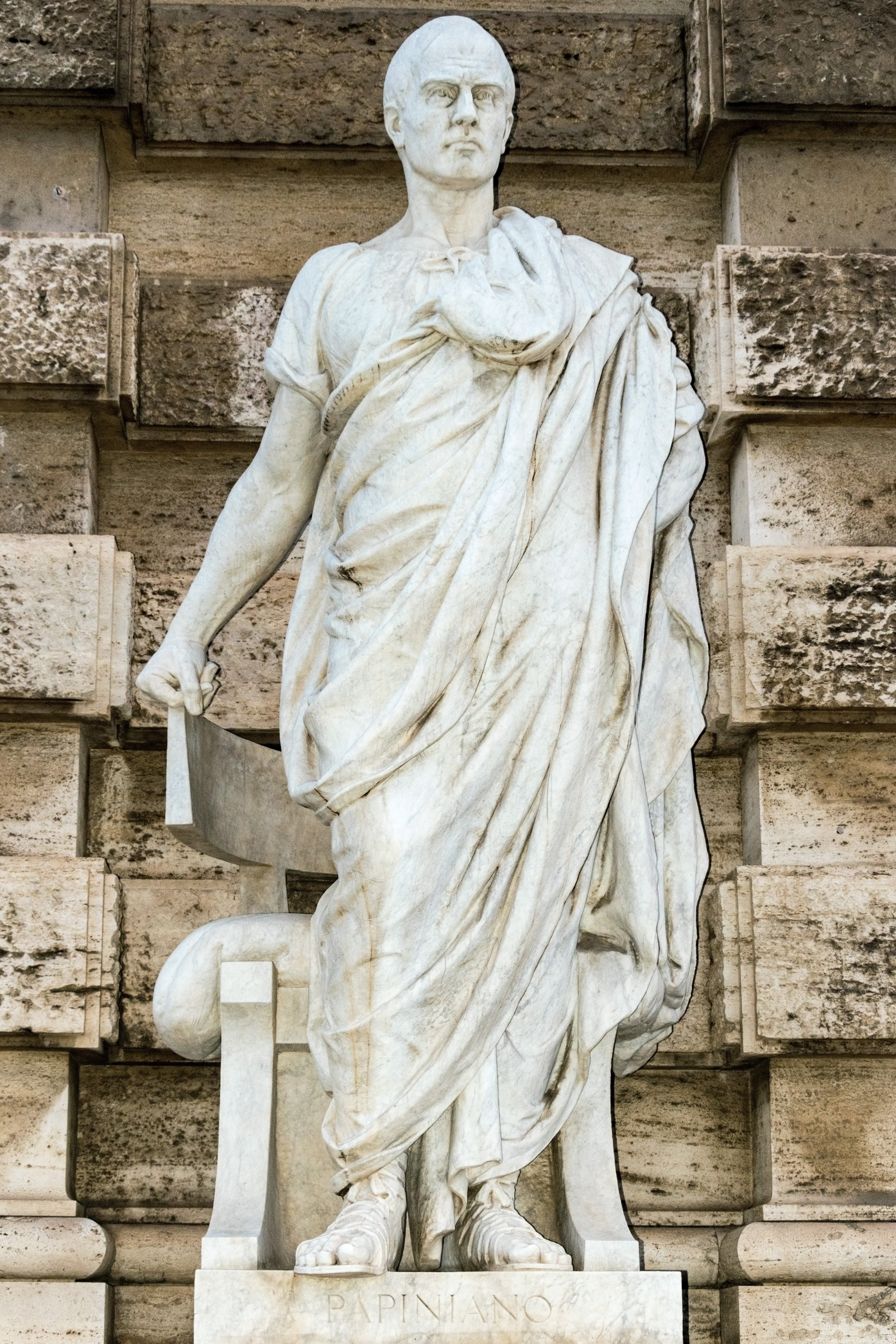
Estátua de Silvio Sbricoli, Palácio da Justiça de Roma

Emílio Papiniano ou Aemilius Papinianus (em grego clássico: Αἰμίλιος Παπινιανός; 142 d.C-212 d.C), simplesmente conhecido como Papiniano foi um jurista romano, magíster libellorum, procurador-geral (advocatus fisci) e, após a morte de Gaius Fulvius Plautianus em 205 d.C., prefeito pretoriano.
Papiniano foi um dos juristas mais reverenciados na Roma antiga, pois os alunos do terceiro ano de direito receberam o título de "Papinianistae" (que significa "aqueles que são dignos de estudar papiniano"). Em sua época, foi chamado de "Guarida do Direito e Tesoureiro das Leis". Junto com Gaio, Ulpiano, Herennius Modestinus e Julius Paulus Prudentissimus, ele foi feito um dos cinco juristas cujas opiniões registradas foram consideradas decisivas pela Lei das Citações de 426 d.C.; seus pontos de vista seriam posteriormente considerados os únicos adequados a serem citados como fontes primárias para o Codex Theodosianus e o Corpus Juris Civilis, desde que as opiniões de Papiniano prevalecessem sempre que as dos outros quatro juristas não fossem congruentes. O jurista francês Jacques Cujas escreveu mais tarde que "nunca houve um grande advogado antes, nem haverá depois dele".

## Vida

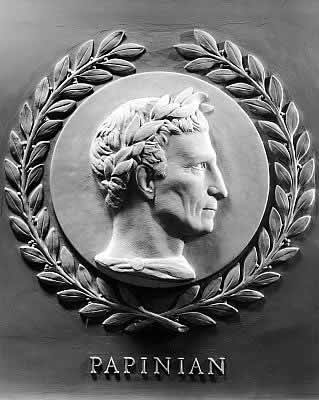
Papiniano por Laura Gardin Fraser, Câmara dos Representantes dos EUA

Pouco se sabe sobre Papiniano. Ele era sírio de nascimento e natural de Emesa, pois dizem que era parente da segunda esposa de Sétimo Severo, Júlia Domna, que era membro da família real árabe de Emesa.
Uma fonte o mostra como seguidor da casuística de Quintus Cervidius Scaevola, outra mostra que ele foi seu aluno. Uma passagem concorrente (mas duvidosa) na história de Augusto afirma que ele estudou direito com Severo sob Scaevola.
Papiniano era um amigo íntimo do imperador Severo e o acompanhou à Grã-Bretanha durante 207 d.C., onde serviu no "fórum de York" em resposta a uma revolta dos escoceses highlanders. Em algum momento foi nomeado procurador-geral (advocatus fisci), mestre de petições (pedidos), magister libellorum, de Severo. Ele também serviu como tesoureiro e capitão da guarda do imperador. Antes da morte do imperador, ele encomendou seus dois filhos Caracalla e Geta aos cuidados do advogado.

## Morte

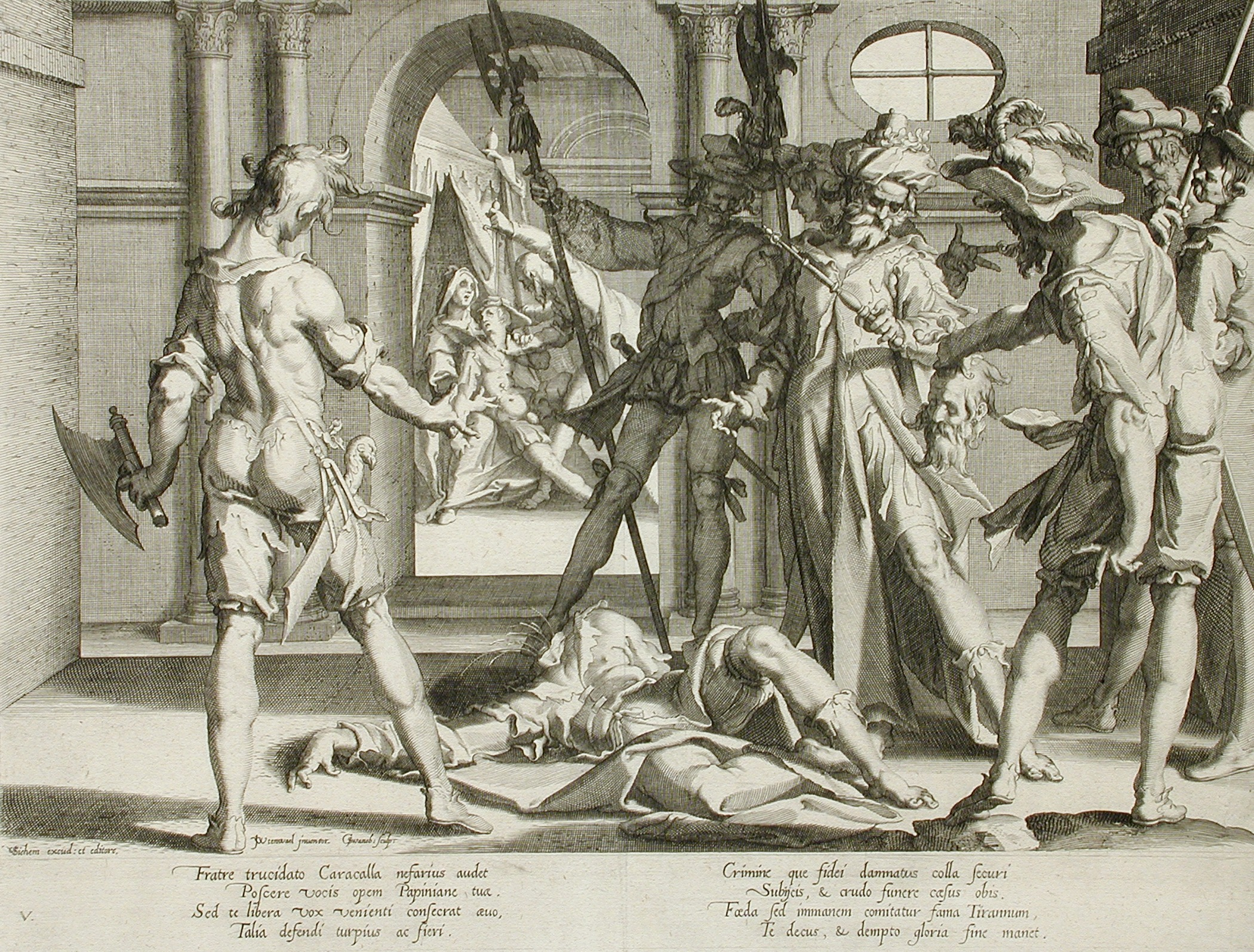
Decapitação do juiz romano Papiniano, 1606

Compartilhar o governo do Império Romano com Geta foi insatisfatório para Caracalla, que decidiu em algum momento usurpar seu irmão. Papiniano, tentando manter a paz entre os irmãos, só provou encorajar o ódio de Caracalla, consequentemente aprovando uma ordem de decapitação do advogado (Spartianus, Caracalla), e seu corpo arrastado pelas ruas de Roma. Sua morte seguiu-se ao fratricídio de Geta em 212 d.C., entre o massacre geral de seus amigos e daqueles percebidos como associados a ele, de acordo com uma fonte estimada em 20 000 pessoas. O autor do artigo da Encyclopædia Britannica de 1911 afirma que os detalhes da morte de Papiniano "estão relacionados de várias maneiras e sofreram um embelezamento lendário". A morte de Papiniano foi tema de uma peça de Andreas Gryphius (1659).

## Trabalhos
Grande parte de sua produção foi perdida, pois o que temos é pequeno se comparado a outros juristas como Ulpiano ou Paulo. As principais obras de Papiniano incluem: Quaestiones em 37 livros (escritos antes de 198 d.C.); dezenove livros de Responsa (escrito em algum momento entre 204 d.C. e sua morte); dois livros, os Definitiones e De adulteriis, e outros trabalhos, o mais curto deles sendo Αστυνόμικος (Cidade-Administração) que era um manual sobre os deveres dos comissários de ruas e pontes.